# Karl Haegele (Notar)
Karl Haegele (* 12. März 1904; † 30. Juni 1977) war ein deutscher Notar. Er war Autor verschiedener juristischer Standardtitel im Bereich der Freiwilligen Gerichtsbarkeit, die teilweise heute noch verlegt werden.

## Leben
Haegele begann 1920 seine juristische Ausbildung als Notariatspraktikant in einem Ulmer Notariat. Anders als heute brauchte er dazu keine Befähigung zum Richteramt, welche ein Studium der Rechtswissenschaften voraussetzte. Nach seiner Ausbildung als Notargehilfe wirkte er zunächst in den Notariaten in Ulm und Dietenheim. Danach war er einige Zeit am Amtsgericht Ulm tätig, bis er als Notar in Oberndorf am Neckar eingesetzt wurde. 1944 erfolgte die Ernennung zum Bezirksnotar. Zum Ende des Zweiten Weltkrieges geriet Haegele in sowjetische Kriegsgefangenschaft, aus der er 1947 schwer erkrankt nach Württemberg zurückkehrte. Er arbeitete zunächst am Notariat in Vaihingen/Enz, bis ihm 1949 das Bezirksnotariat Neuenstadt am Kocher übertragen wurde. Dies ging mit seiner erneuten Ernennung zum Bezirksnotar mit Wirkung vom 1. Februar 1949 einher. In dieser Funktion wirkte Haegele bis zu seiner Versetzung in den Ruhestand am 1. Juni 1966.

## Wissenschaftliches Werk
Haegele begann bereits relativ jung in den 1930er Jahren mit der Veröffentlichung kleinerer Druckerzeugnisse mit dem Schwerpunkt Erbrecht. Die Veröffentlichungstätigkeit setzte er auch während des Krieges unvermindert fort. Nach seiner Rückkehr aus der Kriegsgefangenschaft gehörte er zu den Erstautoren des ersten Nachkriegsjahrganges der Zeitschrift Der Deutsche Rechtspfleger, die sich bezugnehmend auf die vorwiegende Leserschaft überwiegend mit Themen der Freiwilligen Gerichtsbarkeit beschäftigt. In 30 Jahren Autorentätigkeit für diese Zeitschrift veröffentlichte Haegele allein dort insgesamt 109 Abhandlungen. 1953 erschien Haegeles erster Standardtitel Der Testamentvollstrecker, der mittlerweile in der 20. Auflage erschienen ist. 1954 kam der zweite Klassiker erstmals auf den Markt, damals noch in der Reihe „Handbuch der amtsgerichtlichen Praxis“, mittlerweile „Handbuch der Rechtspraxis“, der Band 4 Grundbuchrecht. Dieses Werk betreute Haegele bis zur 5. Auflage, anschließend wurde es von seinem Mitstreiter Kurt Stöber übernommen. Der Titel erschien 2020 in 16. Auflage. Darüber hinaus veröffentlichte Haegele noch weitere Bücher im Bereich der Freiwilligen Gerichtsbarkeit.